# Mythen Center
Das Mythen Center ist ein Einkaufszentrum in Ibach SZ im südlichen Teil der Gemeinde Schwyz im Kanton Schwyz mit 56 Fachgeschäften auf 19'930 m². Es wurde am 16. März 1972 eröffnet und ist seither dreimal einem grossen Umbau unterzogen worden, zuletzt 2015, als die bis dahin gelbe Fassade durch graue Platten ersetzt wurde. Betrieben wird es von einer eigenen Verwaltungsgesellschaft, der Mythencenter AG, welche diese Aufgabe mittlerweile auch für Wohngebäude übernommen hat, beispielsweise in Brunnen.
2007 erzielte das Einkaufszentrum einen Jahresumsatz von 200,5 Millionen Schweizer Franken. Damit ist es das grösste Einkaufszentrum im inneren Teil des Kantons Schwyz, sein Einzugsgebiet reicht bis in den Kanton Uri, obwohl dort mit den Zentren Urnertor in Bürglen beziehungsweise dem Schattdorfer Tellpark ebenfalls Einkaufszentren bestehen. Die Fläche beträgt 19'930 m². Nach Umsätzen stand es 2010 auf Platz 18 der Schweizer Einkaufszentren.

## Lage und Verkehr

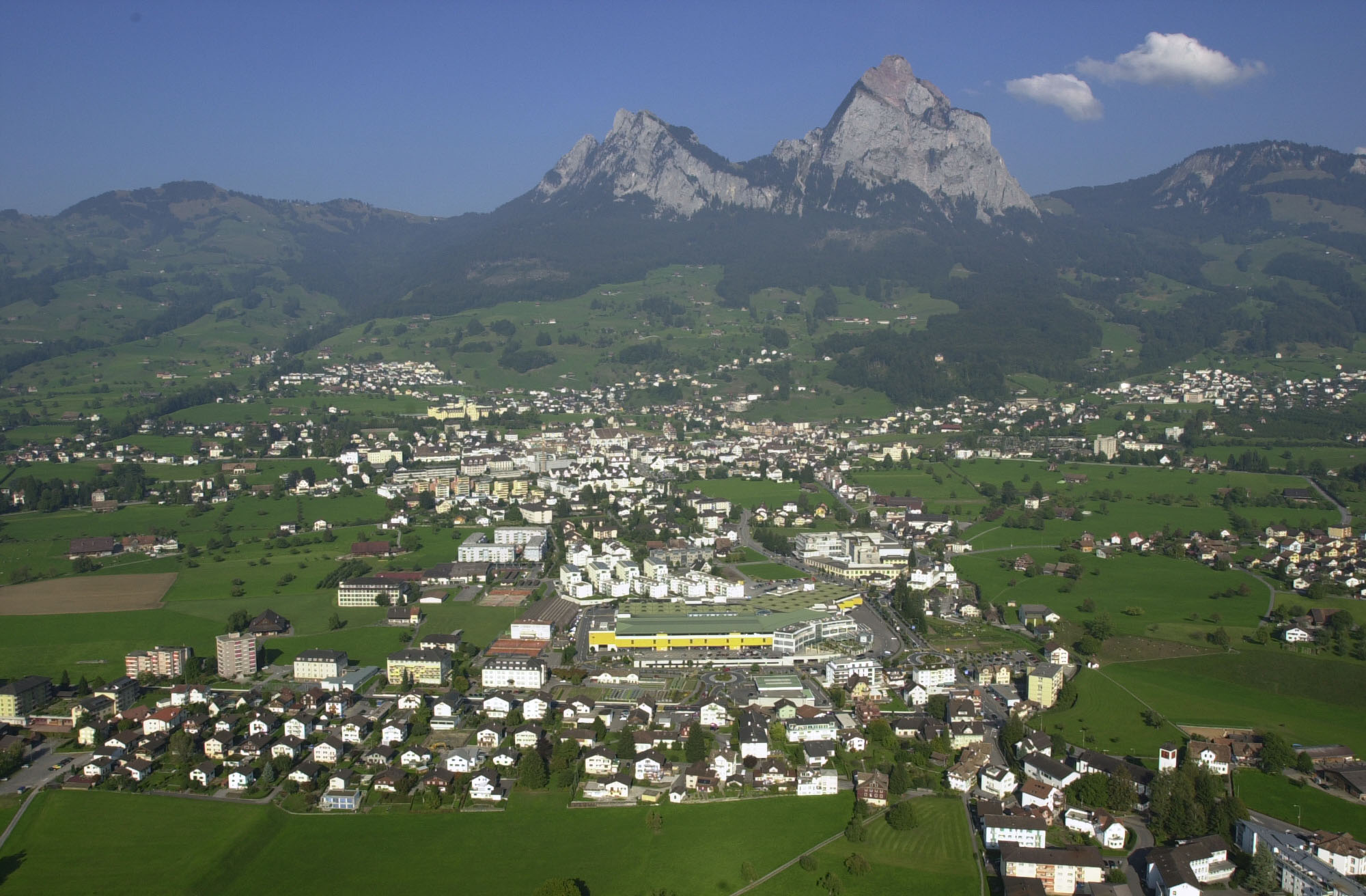
Das Mythen Center (Bildmitte), im Hintergrund die beiden «Mythen»

Als die Mall eröffnet wurde, stand sie fast allein auf freiem Feld etwas nördlich vom Ibächler Dorfzentrum – heute ist sie von mehreren Wohnquartieren umgeben. Gegenüber dem Einkaufszentrum liegt der Hauptsitz der Victorinox. Es liegt an der Strasse Schwyz – Brunnen und wird von den beiden Schwyzer Gemeindebuslinien 30 und 31 sowie von den regionalen Buslinien 2 (Schwyz–Brunnen–Küssnacht am Rigi) und 3 (Rickenbach–Schwyz–Ibach–Schwyz–Seewenmarkt) der Auto AG Schwyz erschlossen. Früher hiess die Bushaltestelle Mythen Center-Victorinox, jedoch ist mittlerweile der Namenszusatz der Messermanufaktur verschwunden.
Für den Individualverkehr stehen Tiefgaragen, Parkplätze und ein Dachparking zur Verfügung. Die Distanz zum Autobahnanschluss Schwyz beträgt rund sechs Kilometer, zu Brunnen Nord in der Gemeinde Ingenbohl allerdings nur zwei Kilometer.

## Mieter
Hauptmieter ist der Migros-Konzern, der neben dem Supermarkt auch noch Filialen seiner Töchter Melectronics, Ex Libris, Herren Globus, Do it + Garden Migros, SportX und der Möbelkette Micasa im Mythen Center betreibt oder betrieben hat. Weitere bekannte Ladenmieter sind die Mythen Apotheke Drogerie, The Body Shop, Manor, Dipl. Ing. Fust, H&M, Qualipet, Esprit, die Charles Vögele Gruppe, Vögele Shoes und die Schwyzer Kantonalbank. 
Die Mall hat seit 2004 innerhalb der Gemeinde Schwyz einen Rivalen, den von Coop betriebenen seewen markt im Gemeindeteil Seewen, der mit 21 Geschäften um einiges kleiner ist, jedoch viel näher an der Autobahn liegt. Es gibt einige Ladenketten wie Qualipet, Vögele Shoes oder Chicorée, welche in beiden Einkaufszentren präsent sind. Esprit eröffnete zunächst eine Filiale im seewen markt, schloss diese aber nach einiger Zeit, ehe dann im Mythen Center ein Geschäft der Kette seine Pforten öffnete.